# 波赫雷貝 (布羅瓦里區)
50°32′57″N 30°38′27″E / 50.54917°N 30.64083°E

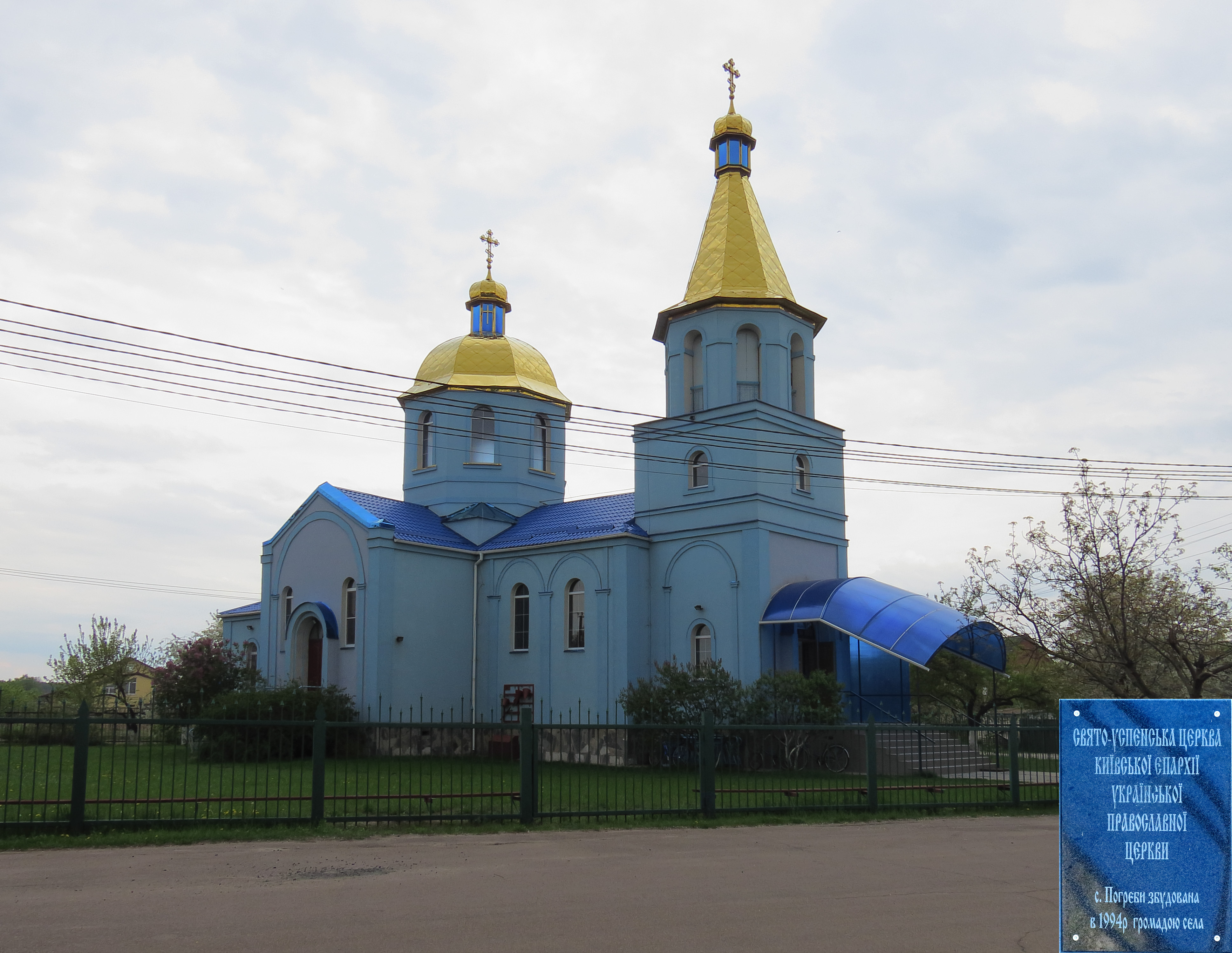

波赫雷貝（羅馬化：Pohreby）是位於烏克蘭北部的村莊，由基辅州布羅瓦里區的扎濟姆亞市鎮負責管轄。該村始建於1455年，面積5.3平方公里，海拔高度95米，2001年人口2,087，人口密度每平方公里393.8人。